# Coalville (Utah)
Pour les articles homonymes, voir Coalville.
La ville américaine de Coalville est le siège du comté de Summit, dans l’État de l’Utah. Lors du recensement de 2000, sa population s’élevait à 1 382 habitants.

## Historique
Le peuplement de Coalville par des mormons est le fait du hasard. En 1858, William Henderson Smith, voyageant entre Salt Lake City et Fort Bridger, remarque que le blé tombé des caravanes avait germé. Il ramène ce blé à Salt Lake City et l’année suivante, il revient dans la région avec deux hommes. La localité s’est d’abord appelée Chalk Creek, en raison des mines de charbon dans les alentours. Brigham Young a envoyé des hommes exploiter une mine.

## Source
- (en) Cet article est partiellement ou en totalité issu de l’article de Wikipédia en anglais intitulé « Coalville, Utah » (voir la liste des auteurs).